# 黑蓝冠鸦
黑蓝冠鸦（学名：Cyanocorax sanblasianus），是鸦科蓝鸦属的一种，为墨西哥的特有种。全球活动范围约为67,600平方千米。该物种的保护状况被评为无危。
黑蓝冠鸦的平均体重约为113.8克。栖息地包括亚热带或热带的（低地）干燥疏灌丛、亚热带或热带的旱林、耕地、种植园、干燥的稀树草原和亚热带或热带的红树林。